# 庭田重嗣
庭田 重嗣（にわた しげつぐ）は、江戸時代中期から後期にかけての公卿。権大納言・庭田重熈の子。官位は従一位・権大納言兼按察使。

## 経歴
安永5年（1776年）1月5日、従三位に叙せられ、文政3年（1820年）6月15日には従一位となる。文政7年（1824年）3月14日に出家し、祐真と号する。
天保2年（1831年）、薨去。享年75。

## 系譜
- 父：庭田重熈
- 母：唐橋在廉の娘
- 妻：高倉永範の娘
  - 男子：庭田重能